# The Late Late Show with Craig Ferguson
The Late Late Show with Craig Ferguson fue un programa de televisión estadounidense presentado por el comediante estadounidense, de origen escocés, Craig Ferguson, que es la tercera serie de la franquicia Late Late Show. Venía después de Late Show with David Letterman en la programación nocturna de la cadena estadounidense CBS, que se transmitía de lunes a viernes en los Estados Unidos a las 00:37 minutos, grabado frente a un público en directo en CBS Television City en Los Ángeles, California, encima del estudio de Bob Barker. Era producido por la compañía productora de David Letterman, Worldwide Pants Incorporated y CBS Television Studios.
Desde que se convirtió anfitrión, el 3 de enero de 2005, después de Craig Kilborn y Tom Snyder, Ferguson ha logrado la audiencia más alta desde el inicio del programa en 1995. Aunque la mayoría de los episodios se centran en la comedia, Ferguson también ha abordado temas difíciles, tales como la muerte de sus padres, y entrevistas serias, como una con Desmond Tutu, por la cual ganó el show un Premio Peabody en 2009.

Casi todas las noches, se presenta a sí mismo como "Craig Ferguson de TV", y pronuncia un "es un gran día para América". Después de eso, nadie sabe lo que podría venir después, ni siquiera el mismo presentador.
Crítico de TV Eric Deggans del St. Petersburg Times.

El programa finalizó después de 9 temporadas el 19 de diciembre de 2014.

## Formato del programa
El espectáculo comienza con una introducción que consiste en un monólogo breve en el cual a veces actúan con Geoff, su compañero robot, y Secretariat, un caballo de pantomima, la interacción con un miembro de la audiencia en el estudio, o en ocasiones con uno pregrabado. Después de la introducción es seguido por los créditos de apertura y a continuación un anuncio.
Tras el descanso y la introducción, Ferguson comienza con "Bienvenido a Los Ángeles, California, bienvenido a The Late Late Show, soy su anfitrión, Craig Ferguson"; Esta es seguida por "¡Es un gran día para Estados Unidos!" y a continuación el monólogo improvisado. Después otra pausa publicitaria, Ferguson está sentado detrás de su escritorio, donde habitualmente lee y responde a algunos correos electrónicos y desde (febrero de 2010) Tuits. Durante esta sección de vez en cuando tendrá una estrella invitada con él.
Ferguson tiene muchos teatrillos ambulantes. Estos han incluido semanas temáticas, tales como "la semana del cangrejo" o "la semana de la magia" y "la semana del tiburón"
El espectáculo termina con "¿Qué hemos aprendido en el programa de esta noche, Craig?". Un segmento que comienza con una animación de un gatito y en el que Ferguson se quita la corbata, pone sus pies sobre su escritorio y resumen lo que pasará en el próximo programa.

## Elementos del programa

### Tema Musical
Cuando Ferguson reemplazo por completo a Craig Kilborn, coescribió y grabó una nueva canción  para el show.
A partir del 7 de julio de 2006 la canción del show contó con solo el final de la canción original, aunque el 2 de enero de 2008, el tema completo había vuelto, con un verso ("you can always sleep through work tomorrow, okay", que quiere decir que siempre puedes dormir en el trabajo al día siguiente, ¿de acuerdo?). El tema musical fue regrabado para la retransmisión del programa en HD, estrenándose el 31 de agosto de 2009 y producido por Andy "Stoker" Growcott. La canción cuenta con la misma letra, además de una introducción de batería por el propio Ferguson.
Durante su semana en París, Ferguson utilizó una versión más tranquila, lenta y con forma de jazz para el show en el que cantó junto con un piano y un contrabajo. Durante su semana en Escocia, el tema fue interpretado por la banda escocesa “The Imageneers”, y en la última noche del viaje se tocó la canción durante los créditos finales incluyendo algunos versos adicionales. El 23 de septiembre de 2013, una nueva versión de la secuencia del título debutó con la versión de 2009 de la canción de tema pero incorporando a Geoff Peterson, el compañero esqueleto robot, y a Secretariat, el caballo de pantomima.

### Geoff Peterson
El 5 de abril de 2010, Ferguson comenzó con un esqueleto robot “sidekick” (compañero), Geoff Peterson. La idea fue inspirada, en parte, por el hábito de Ferguson de referirse a sus seguidores en Twitter como su "Ejército de Esqueletos Robot". El robot fue creado por Mythbuster Grant Imahara. Según un artículo en la web de Jeremy Kaplan, cuando Imahara se dio cuenta de la idea de Ferguson de tener un compañero robot, él respondió con un tuit el 1 de marzo de 2010:

@CraigyFerg oigo que busca un compañero robot. Creo que puedo ayudar... por un precio: Conseguirme 100 mil seguidores en Twitter. Si puedes.
Grant Imahara, Twitter

Posteriormente Ferguson consiguió que tuviese los seguidores que pidió e Imahara le trajo el robot que le prometió.
Ferguson ha dicho que el robot es “mi metáfora de la deconstrucción de la forma de arte muerto de mi talk show”, y que ha elegido el nombre debido a que es común. Ferguson se refirió sarcásticamente a Geoff como un "aparato" que está utilizando ya que el reducido presupuesto del programa no le permite un compañero típico (como en los otros talk shows) o la banda.
Geoff tiene una "enemistad" con la recurrente invitada Kristen Bell, quien afirma que ella había querido ser el compañero de Craig y se molestó cuando Geoff fue seleccionado.
Mientras Geoff comenzó con frases pregrabadas, desde abril del 2011 Josh Robert Thompson le ha interpretado en directo en casi todos los episodios. Tres personas dan paso a menudo a la pantalla del final del show como responsables de Geoff:. Imahara, el escritor Tom Straw (actualmente Bob Oschack), y el actor Thompson.

### Secretariat
Secretariat es un caballo de pantomima que originalmente apareció en el estreno de la película Secretariat de Disney, y a partir de finales del 2013 aparece en casi todos los shows al lado del mostrador de Craig.
Para la mayoría de sus apariciones hasta el verano de 2012, Ferguson le presentaba al presionar un botón oculto detrás de su escritorio, que creó el sonido de un timbre de la puerta, después de lo cual, le gritaba: "¿Quién es esa en la puerta?". Secretaría entraba en el escenario y bailaba antes de salir de nuevo, acompañado de un hinchable, al estilo pop de música. En ocasiones, Secretariat se estrellaba en objetos frágiles, a menudo realizados por uno de los asistentes de producción de la serie, Bridger Winegar, como por ejemplo: un panel de vidrio, una caja de pelotas de tenis de mesa, jarrones falsos Ming, una escultura de hielo, pilas de platos, etc.
En 2012 comenzó a ser acompañado por la estilista de la serie Tuyen Tran y la maquilladora Liza Coggins, ambas vistiendo una variedad de trajes de época, y por Winegar y un espectáculo pasante sin nombre, por lo general con trajes embarazosas (a menudo en la fricción). Secretariat también ha sido montado por Tom Hanks y Kristen Bell. Otras veces Secretariat ha llevado a los huéspedes en fila cogidas por los hombros con forma de “trenecito”.
Ferguson creó la "Danza de Secretariat", que consiste en ponerse de pie y agitar los brazos extendidos hacia atrás y adelante varias veces hasta que el caballo deja el escenario. Ferguson comenzó a hacer esto poco después de que Secretariat comenzase a aparecer.

### Imitaciones de personajes
Creo que mi show es probablemente el que más se acerca a Pee-wee's Playhouse, y eso es una inspiración para mí.
Craig Ferguson (agosto 2009)

Las imitaciones y personajes que son frecuentemente hechos por Ferguson en el programa incluyen al Príncipe Carlos (que generalmente presenta "The Rather Late Programme"), Wilford Brimley, Sean Connery, Bill Clinton, la reina Isabel II, Andy Rooney, Aquaman, Michael Caine, David Bowie, Elton John, Bono, Mitt Romney. Ferguson afirma que la imitación de Michael Caine la consiguió durante un viaje en avión de ocho horas en el que él iba sentado en frente de Caine y su mujer, que iban todo el rato charlando.[cita requerida]
También imita, aunque menos frecuentemente, a Dr Phil, Simon Cowell, Kim Jong-il, Mick Jagger, Regis Philbin, Angela Lansbury, Jay Leno, Larry King ("de la Jungla"), Arnold Schwarzenegger y J.K. Rowling.[cita requerida]

### Actividades al final de la entrevista
En el año 2010, Ferguson empezó a acabar las entrevistas con alguna actividad elegida por la celebridad entrevistada. Las diferentes actividades son:
- "Mouth Organ": Ferguson llama a este juego así porque invita al entrevistado a tocar la armónica durante un rato. Ferguson ha dado un premio, llamado "The Golden Mouth Organ", a la gente que tocaba bien, como:

| Ganador del premio "Golden Mouth Organ"          | Fecha                   | Referencia |
| ------------------------------------------------ | ----------------------- | ---------- |
| Billy Connolly                                   | 17 de diciembre de 2010 | [ 5 ]      |
| David Pogue                                      | 3 de febrero de 2011    | [ 6 ]      |
| Jennifer Ouellette                               | 11 de febrero de 2011   | [ 7 ]      |
| Hugh Laurie                                      | 2 de marzo de 2011      | [ 8 ]      |
| Neil Patrick Harris                              | 3 de marzo de 2011      | [ 9 ]      |
| Larry Scotsman Johnson (miembro de la audiencia) | 31 de marzo de 2011     | [ 10 ]     |
| Kevin Bacon                                      | 10 de junio de 2011     | [ 11 ]     |
| Zooey Deschanel                                  | 14 de julio de 2011     | [ 12 ]     |
| Jim Cummings                                     | 14 de julio de 2011     | [ 13 ]     |
| John Goodman                                     | 22 de julio de 2011     | [ 14 ]     |
| Jayma Mays                                       | 22 de julio de 2011     | [ 15 ]     |
| William H. Macy                                  | 26 de julio de 2011     | [ 16 ]     |
| Ewan McGregor                                    | 15 de noviembre de 2011 | [ 17 ]     |
| Wilford Brimley                                  | 23 de noviembre de 2011 | [ 18 ]     |
| Eric Idle                                        | 27 de febrero de 2012   | [ 19 ]     |
| Dr. Mehmet Oz                                    | 28 de febrero de 2012   | [ 20 ]     |
| Phil Plait                                       | 29 de febrero de 2012   | [ 21 ]     |
| Steven Tyler                                     | 9 de mayo de 2012       | [ 22 ]     |
| Andy Garcia                                      | 13 de junio de 2012     | [ 23 ]     |
| David Robinson (miembro de la audiencia)         | 1 de agosto de 2012     | [ 24 ]     |
| Adam Savage                                      | 1 de agosto de 2012     | [ 24 ]     |
| Tom Hanks                                        | 30 de noviembre de 2012 | [ 25 ]     |

- “Awkward pause” (pausa incómoda): Ferguson y el huésped hacen una pausa incómoda sin hablar con gestos extraños que normalmente suelen causar en el público bastantes risas.

- Gran premio en efectivo: Ferguson ofrecerá al cliente 7,50 dólares en monedas de cinco centavos para responder a una pregunta (que siempre comienzan con leyendas urbanas acerca de Islandia), o adivinar lo que hay en una caja imaginaria (solamente Geoff sabe lo que hay y el invitado le dice lo que es y siempre contesta que sí). Antes del episodio que se emitió el 27 de agosto de 2012, el premio fue de $ 50 en billetes de $ 1, o en “quarters” (monedas de 25 centavos). Ferguson explicó que el premio fue reducido para ayudar a pagar el nuevo estudio. Durante los episodios grabados en Escocia, el premio fue otorgado en libras esterlinas.

- Frutas: Ferguson pide al entrevistado si quiere un pedazo de fruta, seleccionándola de una cesta en la mesa con frutas tropicales como mangos, chirimoyas u otras ofertas de alimentos exóticos. Cuando se elige un coco, Ferguson procede a aplastarlo sobre su mesa y a beberse la leche de coco con el invitado.

- Lanzar discos voladores al caballo: Ferguson y el invitado intentan golpear a Secretarat con “frisbees”.

- Adivina en qué está pensando Su Majestad la Reina: Ferguson se imagina un escenario en el que su majestad la reina ha sido encarcelada injustamente, y el invitado debe adivinar lo que está pensando. Luego procede a suplantar a la reina y decir si eran o no correctas.

- Verdadero o Falso?: Ferguson pronuncia una historia corta y el invitado tiene que decidir si es verdad o no. Al igual que con "lo que hay en mi caja", la respuesta verdadera solo la conoce Geoff Peterson.

- "Touch My Glittery Ball" (Toca mi reluciente bola): Se le pregunta al invitado a tocar una pequeña bola de discoteca en el escritorio de Ferguson. A mediados de octubre de 2011 Ferguson muy ocasionalmente ofrecía esta opción.

## Retiro
Después que David Letterman aunciara su retiro para 2015 de  Late Show with David Letterman y anunciaran una semana después que su reemplazante sería Stephen Colbert, Ferguson anunció el 29 de abril de 2014, su retiro del programa para final de año 2014, según él no fue motivado por no haber obtenido la conducción de Late Show, ya que era una decisión que él venía tomando en cuenta desde 2012.
El 8 de septiembre de 2014, CBS, anunció que el reemplazante de Ferguson, será James Corden, quien comenzaría en 2015.